# Giles Martin
Pour les articles homonymes, voir Martin.
Giles Martin est un producteur de disques anglais. Il est auteur, compositeur et multi-instrumentiste. Il est le fils de George Martin, le célèbre producteur de la quasi-totalité de l'œuvre des Beatles, duquel il a repris les rênes, et demi-frère de l'acteur  Gregory Paul Martin.

## Biographie

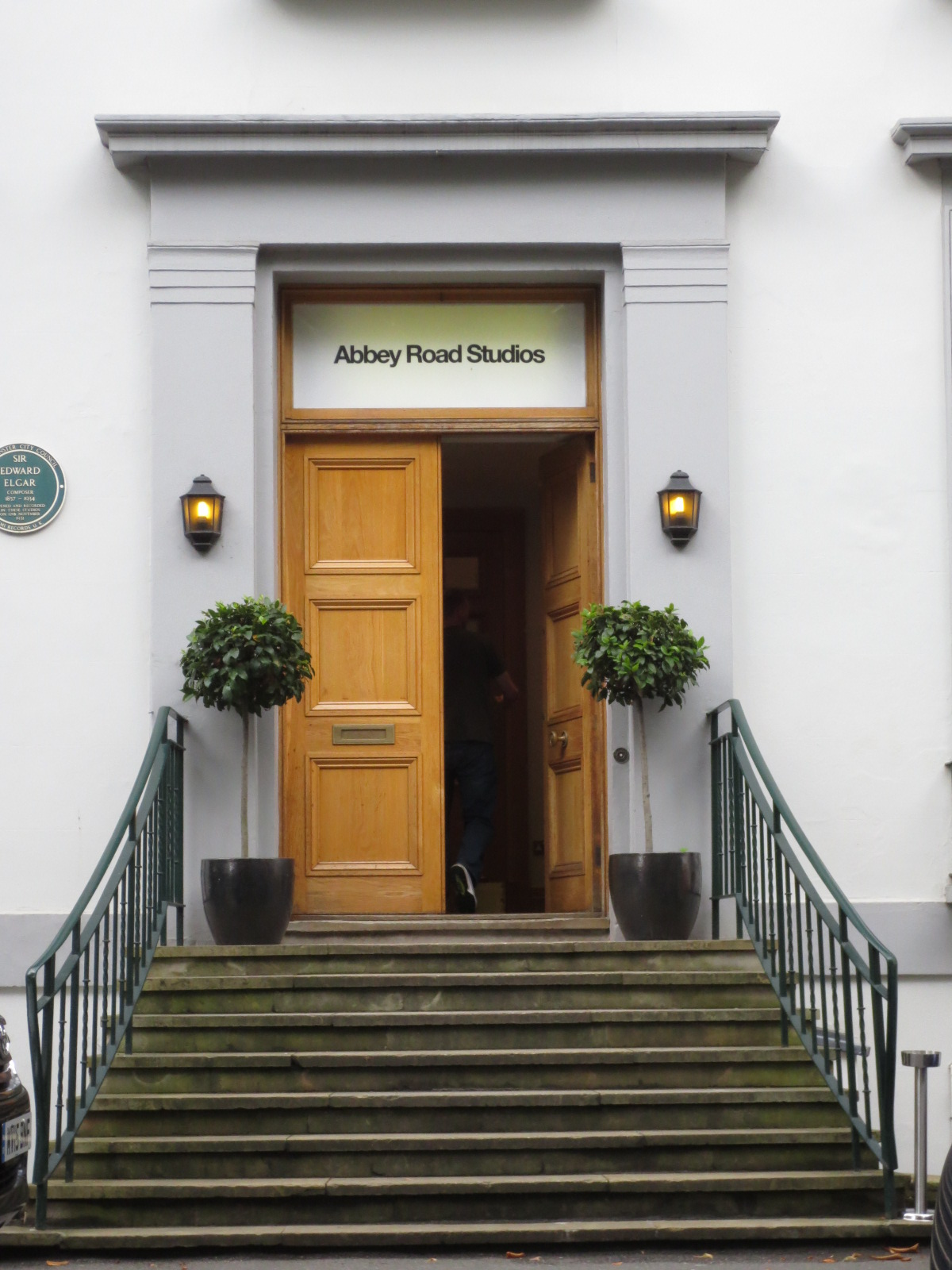
La remastérisation des chansons des Beatles s'effectue encore aux studios Abbey Road

Giles Martin a grandi sans grande conscience de l'œuvre des Beatles et n'a pas été encouragé par son père à poursuivre une carrière musicale. Faisant fi de ses conseils, Giles a d'abord joué dans des groupes musicaux et, en 1995, il a été nommé codirecteur musical pour la télévision et la radio. Il a aussi travaillé sur la première partie du concert au palais de Buckingham pour célébrer le Jubilé d'or de la reine Élisabeth II.
Giles Martin a collaboré pour la première fois avec son père sur le disque The Glory of Gershwin en 1994 et sur la collection Anthology des Beatles l'année suivante pour plus tard, remixer et réorganiser la musique des Beatles pour la trame sonore du spectacle Love du Cirque du Soleil, présenté à l'hôtel le Mirage à Las Vegas. Ce spectacle, acclamé par la critique, est en scène depuis juin 2006 et la trame sonore a été retravaillée par Martin en 2016.
En 2009, Giles Martin fut responsable des éléments sonores de The Beatles: Rock Band, un jeu vidéo qui permet aux joueurs de simuler la performance de certaines chansons des Beatles avec des instruments en plastique.
Il effectue, avec son bras droit, l'ingénieur du son Sam Okell, un remixage du disque 1 en 2015 et, l'année suivante, il produit The Beatles: Live at the Hollywood Bowl, la réédition des concerts enregistrés en 1964 et 1965 à Los Angeles, pendant la crête de la Beatlemania. Pour la même occasion, ils effectuent une remastérisation sonore du spectacle des Beatles, enregistré au Shea Stadium à New York le 15 août 1965, pour sa publication en vidéo, simultanément à la sortie du film documentaire The Beatles: Eight Days a Week. Le duo effectue, en 2017, le remixage des collections du 50e anniversaire de Sgt. Pepper’s Lonely Hearts Club Band, l'année suivante, celles de l'« Album blanc » et en 2019, celles du disque Abbey Road. En attendant la réédition de Let It Be en 2021, Giles Martin est appelé pour remixer l'album Goats Head Soup des Rolling Stones, concurrents historiques des Beatles, paru initialement en 1973. Il remixe Revolver en 2022 en utilisant la technologie de démixage qui a permis la réalisation du documentaire The Beatles: Get Back pour lequel il a aussi participé.
En 2023, il produit Now and Then, la dernière chanson des Beatles, et il effectue un remixage des compilations The Beatles 1962–1966 et The Beatles 1967–1970 qui atteignent respectivement les première, troisième et deuxième positions du palmarès du anglais,,.

## Distinctions
Giles a obtenu deux Grammy Awards dans sa carrière à ce jour tous deux pour l'album Love. Le premier en tant que producteur du meilleur album de compilation pour une trame sonore et l'autre en tant que producteur pour meilleur son multicanal.